# ASMR
ASMR（英: autonomous sensory meridian response）は、人が聴覚や視覚への刺激によって感じる、心地よい、脳がゾワゾワするといった反応・感覚。正式、または一般的な日本語訳は今のところ存在しないが、自律感覚絶頂反応（じりつかんかくぜっちょうはんのう）という意味である。一般的な読み方は「エー・エス・エム・アール」だが、「アスマー（エイスマー）」や「アズマー（エイズマー）」と呼ぶ傾向もある。
ASMRの意味は主体に対する反応を示す用語であるが、後述の「ASMR動画」など感覚を引き起こす手段を示す場合もある。
ASMRを感じるきっかけや感じ方には個人差があるが、視聴することによってそのきっかけを作り出そうとするASMR動画が動画共有サイトに多数投稿されている。ASMR動画の制作・投稿者は「ASMRtist（エー・エス・エム・アーティスト）」、「ASMRIST（アスマーリスト）」などと呼ばれる。

## 概要
医学的な効果は未だ不明であるが、慢性疼痛が軽減されたという研究もある。
2015年の研究では、7割から8割が睡眠導入の補助とストレス解消のために利用しており、性的興奮目的のものは5%程度であった。
2017年にイケアが広告の演出に採用した。
2018年6月に中国の反ポルノ当局（全国“扫黄打非”工作小组办公室）はASMR動画を「低俗なポルノコンテンツ」とみなしてYouku・bilibili・Tudou・網易雲音楽・蜻蜓FMなど中国内の動画音声配信サイトから該当するコンテンツを削除した。
だが、ASMRに特化したエロは同人を中心に多数存在している。
2020年にYouTubeはポリシーを改定し、未成年が出演するASMR動画をYouTubeに投稿することを禁止とした。

## 名称
Autonomous Sensory Meridian Responseの名称は、Webサイト「ASMR UNIVERSITY」の設立者でもあるアメリカ人女性,ジェニファー・アレンが命名したものである。アレンの説明によれば、"autonomous"はきっかけとなる刺激に個人差がある様子を指したもので、"meridian"（頂点）はオーガズムの婉曲表現であるという。この名称に落ち着くまではYahoo!上のグループ「Society of Sensationalists」やAndrew MacMuirisが開設したブログ「The Unnamed Feeling」といった場所で名称についても議論が行われており、"attention induced head orgasm"（AIHO）、"attention induced euphoria"（AIE）、"attention induced observant euphoria"（AIOEU）といった名称も提案されていた。
ほかにこの現象を示す表現としては、「brain orgasm（脳のオーガズム）」「brain massage（脳のマッサージ）」「head tingle（頭のうずき）」「brain tingles（脳のうずき）」「head orgasm（頭のオーガズム）」「spine tingle（脊椎のうずき）」「braingasm（brain 脳+orgasm オーガズム）」といったものがある。

## 学界の反応
ASMRが実在する生理現象であるのか、科学的な実証はなされていない。こうした効果がある、といった主張はすべて報告者個人の知覚に基づくものにとどまっているのが実情であるが、一般紙やブログといった場では専門家がASMRに言及した事例も見られる。
神経学が専門で科学的懐疑主義の立場からの発言も多いイェール大学のスティーヴン・ノヴェラは、神経科学を扱う自身のブログでASMRを取り上げ、ASMRは脳内の電気活動に軽い異常（seizure）が起き、それが快感として捉えられているのではないか、と推測した上で、実際に何が起きているのかについてはfMRIやTMSを用いた調査が必要だと述べた。シェフィールド大学で心理学と認知科学の講義を担当するトム・スタッフォードは『インデペンデント』紙において、ASMRは実在すると主張する層に一定の理解を示しながらも、1990年代に入ってから検証が進んだ共感覚を例に挙げ、ASMRのような誰もに一様に起こるわけではない内的反応の解明は困難だろう、と見通しを示した。神経科医のエドワード・J・オコーナーもサンタモニカカレッジの学生新聞『コルセア』で、どのような刺激が有効か、人によって異なっていることが科学的な解明の障害になっている、と指摘した。精神科医のマイケル・ヤシンスキーは、瞑想のように、何かに集中し、リラックスすれば、ストレスや不安を司る脳のほかの部分は働かなくなるものだ、として、ASMRのような現象もあり得ることだとした。
またサター神経科学研究所で睡眠に関する問題を専門にしているAmer Khanは、ASMRビデオが寝つきをよくする手段として用いられている問題に触れ、こうした行為は良質の睡眠が得られないうえ、ホワイトノイズ発生器や、赤ん坊ならおしゃぶりを使用するのと同様、常用癖がついてしまうおそれがあると指摘している。

## 日本での普及
2015年に日本のインターネットメディアで言及された。
2018年2月15日放送の『アウト×デラックス』で黒木渚がASMRを紹介したり、2019年3月17日放送の『EXD44』で「究極のASMR」動画を制作する企画が行われるなど、テレビ番組でも扱われるようになった。
2019年3月、オトバンクとquantumがASMRを扱うオーディオレーベル「SOUNDS GOOD」を設立した。
2019年、ASMRが「2019年上半期JC・JK流行語大賞」のコトバ部門で1位に入賞、日経トレンディ発表の「2020年ヒット予測」でも8位にランクインした。『週刊朝日』編集部の選出による2019年の流行語30選にも入賞した。「楽天・ヒット商品番付」ではASMRを含むサウンドジェニック（音ジェニック）が西大関に登場した。ASMR動画でもはとむぎやまことのようなカリスマ投稿者が出現した。
2019年秋以降、日曜深夜（月曜早朝）の休止枠で、長崎放送ラジオが村山仁志アナウンサー（当時制作部長）の自宅の庭に集まる虫の声を収録した『秋の夜長…眠れない夜に、長崎市の高台の住宅地で鳴く秋の虫の音を聴きながら、安らかな気持ちでお休みください』を朝まで放送したり、唐揚げを揚げる音や女性アナウンサーが揚げたてを頬張る音を朝まで放送して評判を得たほか、文化放送でも焚き火やチャーハンの調理音などを収録したASMR特番を定期的に放送している。
2021年10月から12月にかけて、ASMRをテーマとしたショートアニメ『180秒で君の耳を幸せにできるか?』が放送された。また、ゲームにも取り入れられており、『ヘブンバーンズレッド』では、ゲーム内のキャラクターが対決するエピソードにASMRが採用されている。